# Odaliska s sužnjem
Odaliska s sužnjem (francosko L'Odalisque à l'esclave) je slika iz leta 1839 Jean Auguste Dominique Ingresa, ki jo je naročil Charles Marcotte. Izdelana v olju na platnu, upodablja golo odalisko, glasbenika in evnuha v haremski notranjosti. Sliko hranijo v umetniškem muzeju Fogg v Cambridgeu, Massachusetts. To je klasično orientalsko delo v francoskem slikarstvu.

## Zgodovina
Ingres je v svoji dolgi karieri naslikal številne haremske prizore, začenši z Grande Odalisque (1814). Ta dela ponazarjajo okus za orientalistično tematiko, ki jo delijo številni francoski slikarji iz obdobja romantike, zlasti nasprotnik Ingresa Eugène Delacroix. Ker Ingres ni nikoli obiskal Bližnjega vzhoda, Odaliska s sužnjem prikazuje imaginarno sceno. Narejena je bila v Rimu, kjer je umetnik živel od leta 1835 do 1841, ko je bil tam direktor Francoske akademije. Odaliska je bila naslikana iz risbe, ki jo je Ingres naredil leta prej. Glasbenik je bil naslikan po modelu, ki je bil postavljen v studiu in veliko podrobnosti, kot je tambur, so bile izpeljane iz gravur. 
Ingres je s svojo običajno previdnostjo skrbel za izvedbo in nekaj svojih učencev vključil kot pomočnike. Eden od njih je bil Raymond Balze, ki je zapisal svoje izkušnje:
Ingres je začel študij iz narave in pripravil grobo skico na svojem platnu, nato pa je svoje učence pripravil manj pomembne dele, zelo dokončane, kot so arhitektura, mozaiki, preproge, pohištvo, instrumenti, ki jih je pogosto ponavljal. , neradi [kot je bil] zadovoljen z njihovo izvedbo ... Potem se je vse, kar se je končalo s številkami, sam zavezal, da bo ansambel uskladil s čebulastimi kožami. 
Septembra 1840 je bila slika dostavljena v Pariz, kjer je dobila pohvalo kritikov, ki so jo videli v lastnikovem domu. Slika je bila javno razstavljena leta 1845 in so jo občudovali, o njej pa so pisali Baudelaire in Théophile Thoré-Bürger.
Ingres je leta 1842 izdelal drugo različico s pomočjo dveh svojih študentov, Paula in Jean-Hippolyteja Flandrina, ki je v umetniškem muzeju Walters v Baltimoru. V tej različici je ozadje stene, ki jo je umetnostni zgodovinar Karin Grimme opisal kot zaprtje odaliske v »sobi brez izhoda« , zamenjal vrt, ki ga je naslikal Paul Flandrin, ki ga je navdihnil park pri Château de Dampierre.
Louvre je lastnik skrbno dokončane Ingresove risbe iz leta 1858, ki posnema sestavo iz leta 1839.